# Francisco García Lorca
Francisco García Lorca   (Museo-Casa Natal de Federico García Lorca, 21 de juny de 1902 - Madrid, 1 de maig de 1976) va ser un poeta, professor, diplomàtic, escriptor i historiador literari espanyol, germà de Federico García Lorca i, com ell, pertanyent al moviment literari la Generació del 27.

## Biografia
El 22 de juny de 1912 realitza l'examen d'ingrés de batxillerat a lInstituto General y Técnico', creat per la Llei Pidal de 1845 (ara i des de 1934, Instituto de Educación Secundaria Padre Suárez) adscrit a la Universitat de Granada, situat en aquesta època al carrer Sant Jerónimo. Durant el curs escolar, juntament amb el seu germà Federico, acudia al Col·legi del Sagrat Cor de Jesús en la placeta Castillejos, per repassar i preparar les lliçons i els exàmens. Va obtenir el títol de batxillerat el 21 d'agost de 1918, segons el pla d'estudis de 1903, que constava de sis cursos. Es va llicenciar en dret a l'octubre de 1923 per la Universitat de Granada, on va tenir com a professors a qui més tard serien futurs ministres de la II República, Agustín Viñuales i Fernando de los Ríos.
Com a home de lletres i intel·lectual pertanyent al món granadí de l'època, juntament amb el seu germà Federico participa a les reunions tertulianes del Rinconcillo (1918–1923), on acudien de forma habitual reconeguts personatges de l'època com Melchor Fernández Almagro, el pintor Manuel Ángeles Ortiz, els germans José i Manuel Fernández Montesinos, Acosta Medina, Antonio Gallego Burín, l'enginyer de camins Juan José Santa Cruz, el periodista i escriptor José Mora Guarnido, Constantino Ruiz Carner, Francisco Soriano, Miguel Pizarro, Hermenegildo Lanz, Ismael González de la Serna i el músic Ángel Barrios, entre d'altres.
Durant la seva estada estudiantil a Madrid viu a la Residencia de Estudiantes. Preocupat per la seva formació intel·lectual, al mateix temps que prepara el doctorat a la Universitat Complutense de Madrid, assisteix a classes magistrals d'Ortega y Gasset. En 1924 durant la seva estada estiuenca a la casa familiar a Granada, rep la visita del seu amic Juan Ramón Jiménez. En aquest any, s'inscriu com a alumne a l'Ecole des Sciences Politiques de París i durant el curs participa en les tertúlies intel·lectuals del cafè Select, coincidint amb el seu retrobament amb Manuel Ángeles Ortiz i consolidant la seva amistat amb els pintors Ismael González de la Serna i Joaquín Peinado. Torna a França el 1925 amb una beca per continuar ampliant els seus estudis jurídics a la Universitat de Bordeus i a la de Tolosa de Llenguadoc.

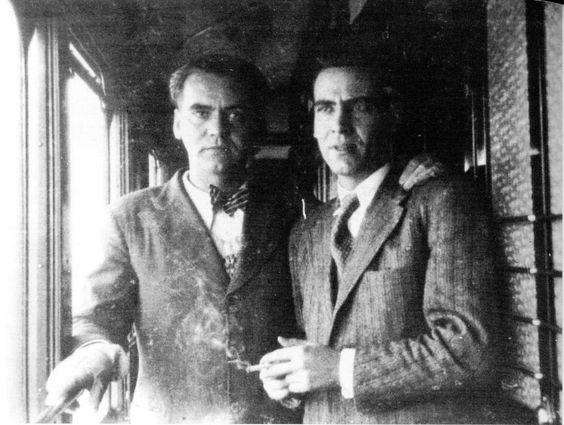
Federico i Francisco viatjant en tren el 1930.

Amb Federico, i ell com a director, posen en marxa la revista avantguardista El Gallo en 1928, de la qual s'editen dos números. Al voltant d'aquella època, decideix opositar al Cos Diplomàtic, aconseguint plaça el 1931. Va continuar la carrera diplomàtica com vicecónsul a Tunísia i cònsol general al Caire, a on a l'agost de 1936 rep la notícia de l'afusellament del seu germà Federico i del seu cunyat, l'alcalde de Granada Manuel Fernández Montesinos.
Durant la guerra civil espanyola exerceix el càrrec de segon secretari a l'Ambaixada espanyola de Brussel·les. Viatja a Barcelona a la tardor de 1938 i, després d'uns mesos d'estada, el gener de 1939 torna a Bèlgica. El 1942 es casa a l'exili amb la filla de Fernando de los Ríos, Laura de los Ríos Giner, amb la qual va tenir tres filles: Gloria, Isabel i Laura García-Lorca (que va ser directora de la Huerta de San Vicente, finca on estiuejava la família fins a 1936).
Després de la Guerra Civil Espanyola, va viure exiliat als Estats Units. Allà va ser crític literari i va exercir com a professor universitari al Queens College. A partir de 1955, treballa com a professor a la Universitat de Colúmbia a Nova York. Torna a Madrid l'any 1968 amb les seves tres filles, i resideix a una casa del carrer Miguel Ángel. Durant aquesta època dirigeix cursos de la Middlebury College a Espanya i a l'estat nord-americà de Vermont. Va morir d'un infart el 1976 i va ser enterrat al Cementiri Civil de Madrid. És després de la seva mort quan es descobreix el seu talent i personalitat creativa a l'àmbit poètic. La seva vídua, Laura de los Ríos Giner, es va proposar difondre la seva obra, fins llavors inèdita, del seu marit. Per aconseguir-ho, durant dos anys va dur a terme la necessària revisió dels originals i preparació per la publicació de l'obra.
| « | ... tarea para la que he contado con la ayuda constante, día a día, de la viuda del autor, Laura de los Ríos...(Mario Hernández) | » |

## Obres
Francisco García Lorca va escriure memòries i estudis biogràfics com: 
- Federico y su mundo (de Fuente Vaqueros a Madrid) (Madrid: Alianza, 1981) y Ángel Ganivet. Su idea del hombre (Buenos Aires, 1952).
- Ángel Ganivet. Su idea del hombre (Buenos Aires, 1952).

També va redactar diversos assajos sobre José de Espronceda i la poesia i teatre del seu germà Federico, y poemes escrits entre 1940 i 1950 que es van publicar després del seu traspàs